# Капо Бариле Николија (Фрозиноне)
Капо Бариле Николија је насеље у Италији у округу Фрозиноне, региону Лацио.
Према процени из 2011. у насељу је живело 21 становника. Насеље се налази на надморској висини од 241 м.